# Volodymyr Poelnikov
Vladimir Poelnikov (Russisch: Влади́мир Пульников) (Oekraïens: Володимир Пульніков) (Kiev, 6 juli 1965) is een voormalig Oekraïens wielrenner. Hij vertegenwoordigde Oekraïne op de wegwedstrijd bij de Olympische Spelen van 1996 in Atlanta, maar reed deze niet uit.

## Belangrijkste overwinningen
1985
6e etappe GP Wilhelm Tell
1986
2e etappe (TTT) Vredeskoers
1988
12e etappe Ronde van de EG
1989
Eindklassement Cronostaffetta
Jongerenklassement Ronde van Italië
1990
9e etappe Ronde van Italië
Jongerenklassement Ronde van Italië
1991
6e etappe Ronde van Italië
1992
 Oekraïens kampioen op de weg, Elite
4e etappe Ronde van het Baskenland
5e etappe Clasico RCN
1994
20e etappe Ronde van Italië
Ronde van Friuli

## Resultaten in voornaamste wedstrijden
| Jaar | Ronde van Italië | Ronde van Frankrijk | Ronde van Spanje |
| ---- | ---------------- | ------------------- | ---------------- |
| 1989 | 11e              |                     | 31e              |
| 1990 | 4e (1)           |                     | opgave           |
| 1991 | 11e (1)          | 88e                 | 66e              |
| 1992 | opgave           |                     | 44e              |
| 1993 | 7e               | 10e                 |                  |
| 1994 | 11e (1)          | 10e                 |                  |
| 1995 | 14e              | 25e                 |                  |
| 1996 | 16e              | opgave              | opgave           |
| 1997 | opgave           |                     |                  |

| Jaar | Luik-Bast.‑Luik | Clásica San Sebastián |  | WK op de weg |
| ---- | --------------- | --------------------- |  | ------------ |
| 1989 |                 |                       |  | opgave       |
| 1990 |                 |                       |  | opgave       |
| 1991 |                 |                       |  |              |
| 1992 |                 |                       |  |              |
| 1993 |                 | 83e                   |  |              |
| 1994 |                 | 4e                    |  | opgave       |
| 1995 |                 |                       |  |              |
| 1996 | 47e             |                       |  | opgave       |
| 1997 |                 |                       |  |              |

Wielerploegen van Volodymyr Pooelnikov
Abdoezjaparov ·
Bontempi ·
Chiappucci ·
Chiesa · 
Ghirotto ·
Giannelli ·
Giupponi ·
Henn ·
Mächler · 
Meyvisch ·
Pavlič ·
Perini ·
Poelnikov · 
Puttini ·
Rossi ·
Sciandri ·
Zaina
Abdoezjaparov ·
Bontempi ·
Cárdenas ·
Chiappucci ·
Chiesa · 
Ghirotto ·
Giannelli · 
Meyvisch ·
Pantani ·
Perini ·
Poelnikov · 
Roche ·
Roscioli ·
Rossi ·
Tafi ·
Teterioek ·
Artunghi (stagiair) ·
Boscardin (stagiair)
Artunghi ·
Bontempi ·
Checchin ·
Chiappucci ·
Chiesa · 
Giannelli · 
Meyvisch ·
Miceli ·
Pantani ·
Poelnikov · 
Roche (tot 15/09) ·
Roscioli ·
Rossi ·
Sørensen ·
Tafi ·
Zberg ·
Bertolini (stagiair) 
Artunghi ·
Bertolini ·
Cembali ·
Checchin ·
Chiappucci ·
Chiesa · 
Kuum · 
Mantovan ·
Miceli ·
Pantani ·
Poelnikov · 
Rossi ·
Schiavina ·
Sierra ·
Zanolini ·
Zberg · 
Luttenberger (stagiair) ·
Simeoni (stagiair) ·
Traversoni (stagiair) 
Aldag ·
Audehm ·
Bölts ·
Dietz ·
Gröne ·
Henn ·
Heppner ·
Holm ·
Hundertmarck ·
Kummer ·
Lafis · 
Ludwig ·
Poelnikov ·
Raab ·
Trumheller ·
Ullrich ·
Werner ·
Wesemann ·
Zabel
Blijlevens ·
Buurstede ·
Cornelisse (tot 19/09) ·
de Jongh ·
den Bakker·
Hamburger · 
Hoffman · 
Johnsen ·
Kjærgaard ·
Knaven ·  
Nijdam ·
Pétilleau ·
Poelnikov ·
Redant ·
Roux · 
Skibby ·
Thebes ·
Van De Laer ·
van der Steen ·
Van Dyck ·
Van Malderghem ·
Van Petegem ·
van Steen ·
Voskamp · 
Sonne (stagiair) 